# Penichrophorus flavolimbata
Penichrophorus flavolimbata är en insektsart som beskrevs av Goding. Penichrophorus flavolimbata ingår i släktet Penichrophorus och familjen hornstritar. Inga underarter finns listade i Catalogue of Life.